# Homosexualité dans l'anglicanisme

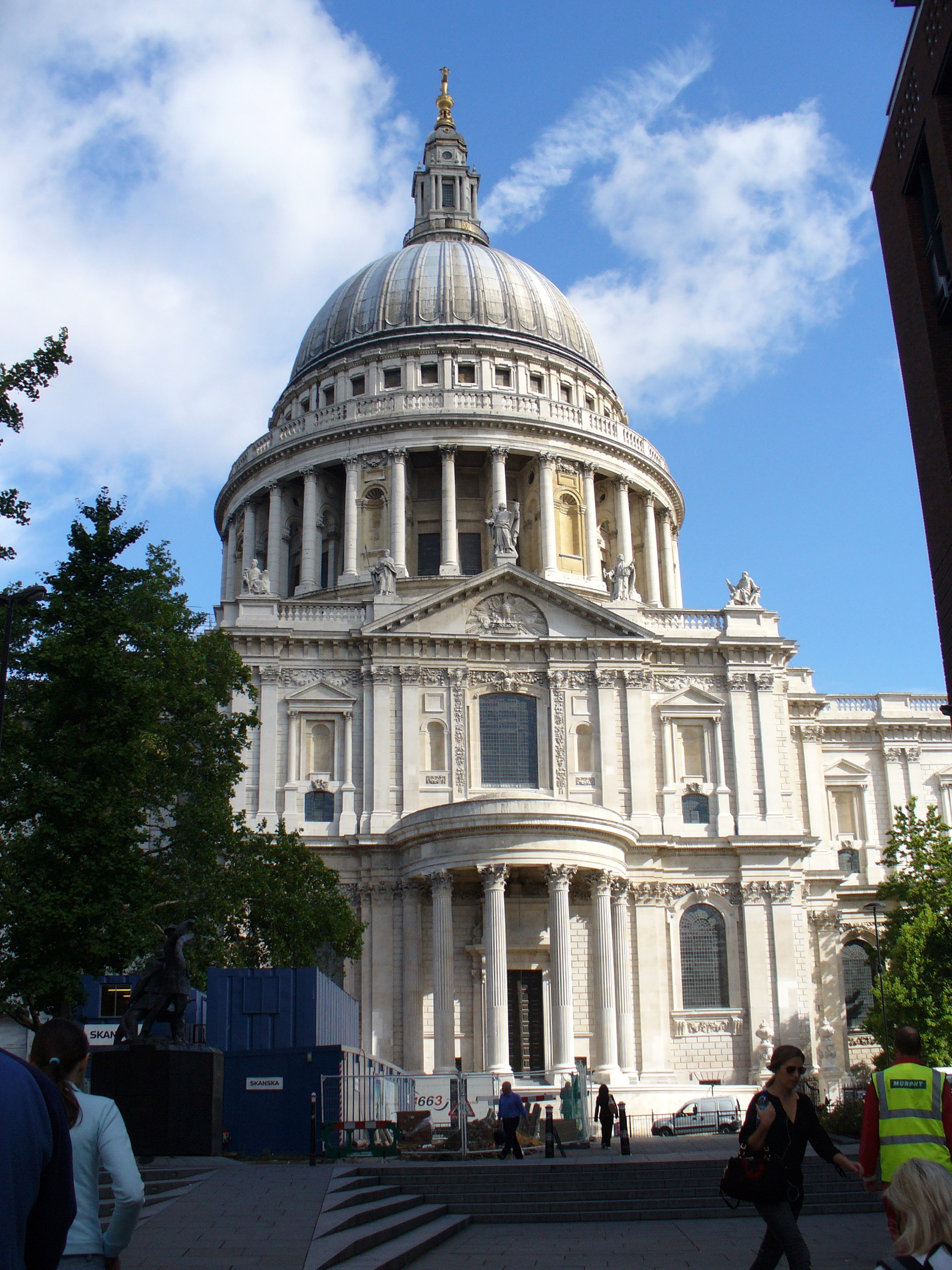
Cathédrale anglicane Saint-Paul de Londres.

Au sein des églises anglicanes, l'acceptation de l'homosexualité fait débat. Dans certaines églises de la Communion anglicane, des évêques ouvertement homosexuels ont été nommés ou élus, ce qui a provoqué des conflits et des menaces de rupture, voire d'éclatement de la communion.

## Situation dans les différentes églises de la communion
Deux églises, celles du Canada et des États-Unis, se démarquent du reste de la Communion par une série d'innovations qui testent les limites du modèle anglican de pleine communion entre églises autonomes, mais liées par des organes de concertation et de collaboration. À l'autre bout du spectre, les églises du Global South tiennent des positions conservatrices sans compromis et s'organisent de plus en plus sous forme d'un réseau mondial pour défendre leurs vues.

### Église anglicane du Canada
En juin 2002, au terme d'un long processus, le diocèse de New Westminster est le premier qui décide d'autoriser certaines paroisses à mettre en place un rituel de bénédiction pour les couples de même sexe. Cette décision aura un fort impact médiatique et provoquera la sécession d'autres paroisses du diocèse, ce qui marque le début du mouvement du réalignement anglican : dans la décennie suivante, plusieurs communautés vont chercher à changer d'obédience au sein de la communion anglicane car ils rejettent ces changements doctrinaux.
La première mise en œuvre de cette nouvelle disposition a lieu en mai 2003, et l'évêque Michael Ingham indique qu'il « ne s'agit pas d'une cérémonie de mariage mais de la bénédiction d'un engagement fidèle entre personnes de même sexe ». En 2009, sur les 76 paroisses de ce diocèse, huit ont effectivement mis en place un tel rituel de bénédiction.
Entre-temps, le Canada a procédé à la légalisation du mariage homosexuel, processus achevé lors de l'adoption d'une loi fédérale en 2005. Les évêques anglicans décrètent en avril 2005 un moratoire de deux ans sur les bénédictions des unions de personnes du même sexe. Mais au terme des deux ans, le synode général aborde la question à nouveau : une motion affirme que ce rite de bénédiction « n'entre pas en conflit » avec la doctrine de l'église. Cependant, une autre motion visant à reconnaître aux diocèses le droit de mettre en place un tel rite est mise en échec.
Depuis, trois autres synodes diocésains ont voté des résolutions similaires à celle du diocèse de New Westminster. Pour les diocèses de Montréal et Ottawa, les évêques concernés ont souhaité mener des consultations préalables sur le plan national avant de donner leur accord. Au contraire, l'évêque de Niagara a mis en place de telles bénédictions.

### Église épiscopale des États-Unis

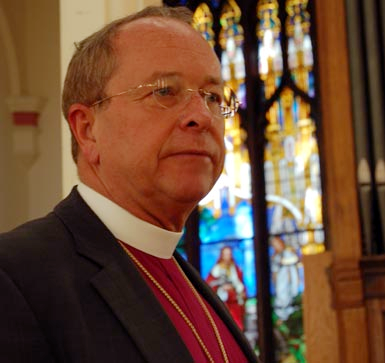
Gene Robinson, évêque du New Hampshire, en 2005.

Peu après l'apparition des premières bénédictions de couples homosexuels au Canada, l'Église épiscopale des États-Unis (ECUSA) va poser à son tour un problème nouveau à la Communion anglicane. Le 7 juin 2003, un prêtre vivant ouvertement en couple homosexuel, Gene Robinson, est élu pour occuper le siège d'évêque du New Hampshire. Après des débats houleux, l'élection est confirmée en août au niveau de la convention générale de l'Église épiscopale.
Le Conseil anglican américain, groupe de pression aux vues conservatrices, condamne cette élection comme « une hérésie, un blasphème et un péché » et indique dans un communiqué « Aujourd’hui est un jour affreux dans l’histoire de notre église. L’hérésie a été portée au niveau du sacré ». Vingt-quatre évêques et dignitaires de quelque 500 diocèses américains se retrouvent à Dallas, le 9 octobre 2003, pour défendre « le maintien de l’orthodoxie biblique ».
Dans la période qui sépare la nomination du nouvel évêque de sa consécration, les discussions s'étendent à l'ensemble de la Communion anglicane. L'archevêque de Cantorbéry Rowan Williams convoque une réunion extraordinaire des primats de la Communion, dont l'évêque président de l'ECUSA, Frank Griswold. Dans une déclaration commune, ils disent "regretter profondément" ces développements, et proclament que « nul n'a autorité pour introduire unilatéralement un nouvel enseignement comme si c'était celui de la Communion tout entière ». Malgré cela, Gene Robinson sera effectivement consacré trois semaines plus tard par l'évêque président Griswold, plaçant de façon durable la Communion au bord du schisme.
Lors de la même convention générale, une autre mesure controversée est prise : la tolérance de la mise en place, au niveau local, de liturgies pour célébrer et bénir les unions entre personnes de même sexe.
Pour tenter de préserver l'unité, lors de la convention suivante (2006), l'Église épiscopale accepte de mettre en place un moratoire de trois ans sur la nomination des homosexuels à l'épiscopat. À son expiration lors de la convention de 2009, toutefois, ce moratoire n'est pas renouvelé. Le principe de l'ordination des homosexuels est adopté, ainsi que celui de la bénédiction des couples de même sexe. L'éventualité d'une rupture de la Communion anglicane est clairement envisagée. Dans un mouvement de changement d'obédiences appelé réalignement, des groupes dissidents s'organisent pour quitter l'ECUSA et fonder une église concurrente, l'ACNA. Celle-ci cherche actuellement à être reconnue par la Communion, voire à y supplanter l'ECUSA et l'Église anglicane du Canada.
Les relations entre les églises anglicanes se tendent plus encore avec la consécration d'une femme vivant elle aussi en couple homosexuel, Mary Glasspool, en mai 2010. L'archevêque de Cantorbéry Rowan Williams, avait vainement appelé l'Église épiscopale à éviter tout geste de division, mais le nouvel évêque président, Katharine Jefferts Schori, passe outre, ayant déclaré auparavant qu'elle consacrera évêque toute personne dont l'élection a suivi les règles,. Un de ses confrères dans l'épiscopat, Jon Bruno, dresse un parallèle entre l'élection de Mary Glasspool et les combats pour les droits civiques, citant Martin Luther King : « Maintenant, il est temps que la justice devienne une réalité pour tous les enfants de Dieu ».
L'église épiscopale créée un nouveau précédent quand l'évêque du Massachusetts, Tom Shaw, procède au mariage de deux femmes membres du clergé de cette église, lors du jour de l'an 2011. L'État du Massachusetts ayant légalisé les unions homosexuelles en 2004, l'évêque avait annoncé en novembre 2009 qu'il accepterait de « solenniser toutes les unions » dans son diocèse. Cette action controversée se produit alors que les canons et les formulaires de l'ECUSA affirment encore que « le mariage est entre un homme et une femme », même s'il est demandé d'« offrir une réponse pastorale généreuse aux besoins des membres de l'église » dans les états où la juridiction permet les unions homosexuelles.
Le 10 juillet 2012, lors de sa convention générale, l'Église épiscopale adopte un rite commun de bénédiction pour les couples de même sexe. La mesure est soumise à l'autorisation de l'évêque du lieu et les prêtres peuvent demander à être exemptés de conduire ce type de cérémonies.

### Église d'Angleterre

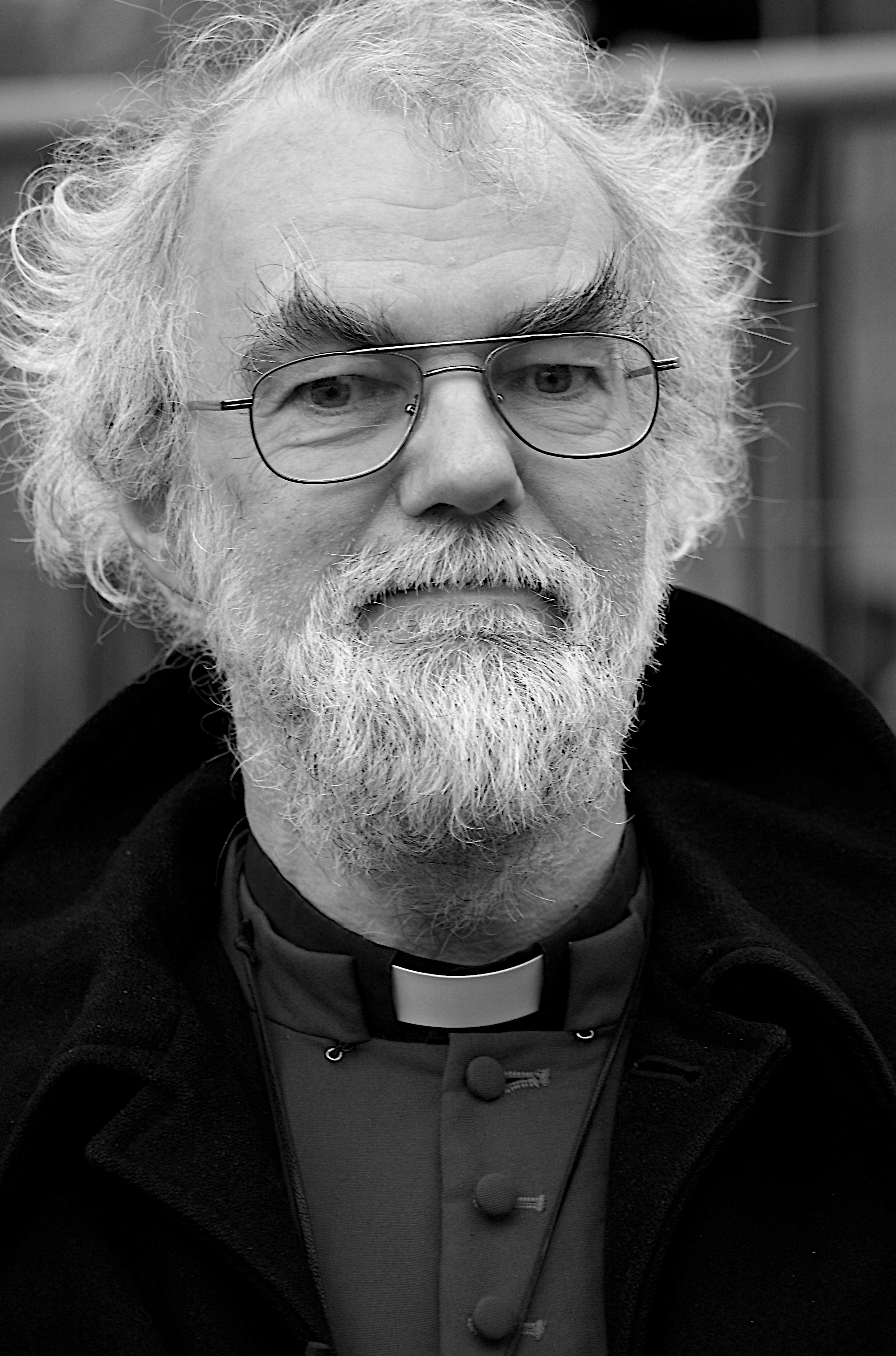
Rowan Williams en 2007. Perçu comme « pro-gay » avant son élection, ses opinions personnelles semblent plus complexes et il cherche surtout à maintenir le dialogue entre les différentes parties.

Même s'il n'exerce qu'une prééminence d'honneur, la présence de l'archevêque de Cantorbéry, chef spirituel de la Communion anglicane, explique l'attention particulière manifestée à l'égard de la situation dans l'Église d'Angleterre par le reste de la communion. Depuis 2003, date de l'élection de Rowan Williams, réputé favorable à une meilleure intégration des fidèles homosexuels, s'est manifesté une certaine polarisation entre groupes d'opinions divergentes, même si on n'observe aucune initiative comparable à celles observées aux États-Unis ou au Canada.
Une crise est ainsi évitée de justesse dès le printemps 2003, avec l'annonce, puis le retrait de la nomination de Jeffrey John comme évêque de Reading, avec le soutien de l'évêque d'Oxford Richard Harries. Jeffrey John, homosexuel affiché et militant pour cette cause, vivait en effet depuis 1976 une relation avec un autre membre du clergé, même s'il affirmait que cette relation était platonique. Face à une importante vague de protestations issues de son église et du reste de la communion, l'archevêque de Cantorbéry se voit alors contraint d'imposer à Jeffrey John son retrait. L'affaire illustre l'importance prise par l'aile évangélique au sein de l'Église d'Angleterre, lui permettant un lobbying efficace, y compris en termes financiers. D'autres groupes militent cependant avec insistance pour un changement dans la doctrine concernant l'homosexualité, comme Affirming Catholicism.
À partir de 2004, l'introduction des civil partnerships (en) (forme d'union réservée aux homosexuels) dans la loi civile relance le débat sur les bénédictions des couples de même sexe. Les évêques publient une instruction interdisant la bénédiction de ce type d'unions. Ils interdisent également aux membres du clergé de contracter un civil partnership à moins de s'engager à rester abstinents. Cela n'empêche pas l'évêque émérite de Durham, David Jenkins, de bénir lui-même en décembre 2005 l'union d'un prêtre du diocèse avec un autre homme.
L'Église d'Angleterre est la seule de la Communion anglicane à jouir du statut de religion d'état, ce qui donne d'autant plus d'impact aux interventions du pouvoir législatif. C'est ainsi qu'en février 2011, un projet d'autorisation de célébrations religieuses pour les civil partnerships suscite les protestations de plusieurs personnalités du clergé, et notamment de l'archevêque d'York John Sentamu. Cette autorisation pourrait en effet ouvrir la porte à des procédures judiciaires contre les religieux qui refusent de les célébrer. L'archevêque de Cantorbéry essaie d'obtenir une clause explicite d'exemption pour les confessions qui refusent ce type de cérémonie.
La chambre des évêques annonce en juillet 2011 un examen général de la question de la sexualité humaine pour 2013. Elle indique également qu'elle va se saisir à nouveau de la question de l'ordination de personnes engagées dans des civil partnerships (unions de personnes de même sexe), cette fois pour leur permettre d'accéder à l'épiscopat. Après un moratoire qui écarte ces candidats de l'ordination épiscopale jusqu'en janvier 2013, la mesure d'interdiction est levée. Mais il est demandé aux impétrants, comme pour les prêtres, de s'engager à rester abstinents. La mesure se heurte à de fortes critiques de la part des évangéliques, notamment le groupe Reform, qui souligne que la question n'a jamais été soumise au synode général, et qu'elle est impossible à mettre véritablement en œuvre. Le groupe LGBT anglican Changing Attitude estime également, pour des raisons opposées, la mesure hypocrite, prédisant qu'elle fera l'objet de railleries de la majorité des Anglais,.
En février 2023, après six années de débats et sans reconnaître le mariage homosexuel, l'Église anglicane autorise la bénédiction de couples de même sexe.

### Églises anglicanes africaines
Certaines Églises africaines sont opposées à l'évolution des doctrines sur l'homosexualité de façon unanime, comme certaines cultures d'Afrique noire qui identifient souvent l'homosexualité à une « pratique des blancs »[réf. nécessaire].
En 2003, l'évêque Peter Akinola, primat de l'importante communauté anglicane du Nigéria (18 millions de fidèles), fustige ainsi violemment l'élection de Gene Robinson. S’exprimant au nom des « primats du Sud » (50 millions des 70 millions d’anglicans), Peter Akinola affirme que cette consécration « violait les préceptes clairs et cohérents» de la Bible ». L’église anglicane du Kenya annonce sa décision de couper les ponts avec l’église épiscopalienne. « En tant qu’église, nous n’allons pas soutenir l’homosexualité dans l’église », lance l’évêque kényan Thomas Kogo.
L'Afrique du Sud se distingue des autres églises du continent. Ainsi l'archevêque primat Desmond Mpilo Tutu, déclare en 1998 « Puisque nous considérons que l'amour concerne tout l'être et pas seulement la dimension sexuelle, et qu'il ouvre au don de soi et à la compassion, quelles raisons aurions nous de croire que cette qualité doit être réservée aux couples hétérosexuels ? ». Il est encore plus direct en novembre 2007, n'hésitant pas à lancer « If God, as they say, is homophobic, I wouldn't worship that God », qu'on peut traduire par « Si Dieu était homophobe je ne croirais pas en ce Dieu ».

### Autres églises

#### Église d'Irlande
Après être restée longtemps à l'abri des controverses, l'Église d'Irlande connaît à son tour en novembre 2011 des tensions sur la question de l'homosexualité. Le public apprend en effet que le doyen de la Cathédrale de Leighlin a conclu un civil partnership avec son compagnon de plus de vingt ans, avec l'accord de son évêque. De nombreuses protestations s'ensuivent, notamment à l'initiative de plusieurs groupes évangéliques,. Pour apaiser le débat, un synode général est consacré au thème de la sexualité et de la conjugalité en mai de l'année suivante. La motion finale réaffirme que « le mariage fait partie de la création divine, et est un mystère sacré par lequel un homme et une femme deviennent une seule chair ». Elle précise également que le mariage vécu dans la fidélité est le seul contexte de relations sexuelles normatives. Le clergé est appelé à montrer l'exemple, et tous les fidèles à l'amour du prochain, notamment en évitant toute action, ou tout langage blessants. Les opposants à la motion, notamment le groupe Changing Attitude Ireland critiquent la motion et disent craindre le lancement d'une chasse aux sorcières contre le clergé homosexuel,.

#### Église au pays de Galles
Dans l'Église au pays de Galles, aucune règle n'a été édictée concernant les membres du clergé qui auraient conclu un civil partnership, la décision étant laissée à l'évêque du lieu. En revanche l'Église a décidé de respecter le moratoire demandé à l'ensemble de la Communion anglicane sur la nomination d'évêques homosexuels.
Cependant, la plus haute autorité religieuse, l'archevêque primat Barry Morgan, s'est déclaré en 2008 prêt à ordonner un évêque ouvertement homosexuel. En avril 2012, alors que les plus hauts dignitaires catholiques et anglicans britanniques se déclarent opposés à l'introduction du mariage homosexuel, l'archevêque Morgan se distingue en déclarant que « toutes formes d'engagements fidèles et pour la vie méritent l'accueil, le soutien, et le soin pastoral de l'Église ».

## Situation au niveau de la communion anglicane
Les organes de la Communion anglicane n'ont pas de rôle de gouvernement, ils jouent un rôle de concertation entre les différentes églises-sœurs. Les résolutions adoptées ne sont donc pas contraignantes, même si elles ont un impact symbolique fort et tentent de jouer un rôle d'harmonisation doctrinale assurant le maintien de la pleine communion sacramentelle. En l'occurrence, sur la question de l'homosexualité, les instances communautaires n'ont pas un rôle de pilotage, mais elles cherchent à amortir les différences de position et à maintenir le dialogue entre les membres. Elles sont rudement mises à l'épreuve, au point que de nombreuses voix soulignent les menaces d'implosion de la Communion.

### Conférences de Lambeth successives
La conférence de Lambeth est un rassemblement décennal des évêques de la Communion anglicane. Lors de la session de 1978, la question homosexuelle est évoquée comme un sujet à approfondir : « Tout en réaffirmant que l’hétérosexualité est la norme biblique, nous reconnaissons le besoin d’une étude approfondie et dépassionnée de la question de l’homosexualité, prenant fermement appui à la fois sur la Bible et les données de la recherche scientifique et médicale. L’Église, reconnaissant le besoin d’une attention pastorale envers ceux qui sont homosexuels, encourage le dialogue avec eux ». Les églises engagées dans un tel dialogue sont encouragées à le poursuivre.
Lors de la conférence de 1998, est passée une résolution plus détaillée sur la sexualité humaine. Elle promeut la fidélité dans le mariage, l'abstinence pour ceux qui n'y sont pas appelés. Elle stipule que « les pratiques homosexuelles sont incompatibles avec l'Écriture », tout en condamnant « la peur irrationnelle des homosexuels ». Elle affirme enfin « ne pas pouvoir conseiller de légitimer ou bénir les unions de couples de même sexe, ni l'ordination de clercs engagés dans de telles unions ». Les évêques anglicans adoptent cette motion par 526 voix contre 70 et 46 abstentions. Mais les commentateurs relèvent que le débat autour de ces résolutions a laissé apparaître une ligne de fracture au sein de la Communion sur l'autorité et l'interprétation de l'Écriture, avec une sphère occidentale influencée par l'exégèse critique et des églises du Tiers-Monde soupçonnées de néo-fondamentalisme.
Avec la nomination de l'évêque Gene Robinson en 2003, les dissensions éclatent au grand jour et un mouvement de semi-dissidence s'affirme. Les Anglicans conservateurs, notamment les évêques d'Afrique, d'Océanie et d'Amérique du Sud, dénoncent l'affaissement moral des églises occidentales. La conférence de Lambeth de 2008 est boycottée par environ 150 évêques sur 800, et l'idée de résolutions communes est abandonnée au profit de groupes de réflexion, baptisés indaba, suivant un modèle africain de résolution des disputes tribales. Sur la question de l'homosexualité, les différentes parties sont appelées à la retenue, des demandes de pardon sont formulées, mais le groupe ne peut que prendre acte des conflits :
« §. 111. Si le sujet des relations homosexuelles est si sensible, c'est parce qu’il entre en conflit avec la longue tradition de l’enseignement de la morale chrétienne. Pour certains, la doctrine nouvelle est inacceptable car incompatible avec l'Écriture, et l’activité homosexuelle est intrinsèquement coupable. Des tensions sont apparues quand ceux qui s’en tiennent à l’enseignement traditionnel ont été confrontés avec des changements dans la vie de l’Église ou dans son enseignement et n’ont pas été capables de comprendre comment les gens peuvent avoir une nouvelle approche de la Bible ou de la théologie pastorale.  »
L'élection de Gene Robinson, non invité à la conférence, reste le sujet brûlant. Le groupe exprime clairement ses réserves quant à l’élection d’un évêque « vivant une union avec une personne du même genre », qui « a eu pour effet de perturber profondément la Communion en maints endroits et l'a détournée des autres objectifs de sa mission. Il y a aussi l'anxiété que cet acte ne soit pas isolé mais se reproduise à nouveau et compromette la mission [de la Communion] ». Plusieurs évêques anglais dénoncent l'inutilité d'une conférence qui ne peut que tenter de gagner du temps, aggravée par l'absence de nombreux évêques aux idées traditionnelles,.
Un contre-synode tenu à Jérusalem, la conférence GAFCON, réunit 300 évêques. Le mouvement s'installe dans la durée avec la formation de la Fraternité des Anglicans confessants (Fellowship of Confessing Anglicans) qui se dote de son propre conseil de Primats,. De la même façon, lors de la conférence des primats de Dublin en 2011, plus du tiers des provinces de la Communion n'envoient pas de représentant.